# Nikolaus Schad
Nikolaus Schad (* 18. Mai 1924 in Neapel; † 30. April 2007 in Passau) war ein deutscher Mediziner.

## Leben
Nikolaus Schad war der Sohn des Malers Christian Schad und dessen erster Ehefrau Marcella, einer Tochter des Chefarztes Uberto Arcangeli in Rom. Nach dem frühen Unfalltod seiner Mutter, die 1931 beim Baden im Meer ertrank, wuchs er bei seiner Großmutter Maria Schad in München auf, während sein Vater sich ausschließlich seiner künstlerischen Karriere widmete und wenig Kontakt zu seinem Sohn hatte.
Nikolaus Schad studierte Medizin in Rom und München. Er promovierte 1951 in München magna cum laude mit einer Arbeit über den diagnostischen Wert des Röntgenbildes der Halswirbelsäule bei Cervicobrachialsyndrom. Schad wurde ein anerkannter Radio-Kardiologe und Hochschullehrer in Amerika und Italien. Von 1968 bis 1973 war er Professor für Radiologie am Eadward Mallinckrodt Institute of Radiology der Washington University in St. Louis, Missouri. Anschließend arbeitete er bis 1989 als leitender Oberarzt in der radiologischen Abteilung des Städtischen Krankenhauses in Passau, wo er sich u. a. mit radiologischen und nuklearmedizinischen Untersuchungen zur Herzdiagnostik befasste. Außerdem war Schad bis 2003 Lehrstuhlinhaber für Radiologie und Imaging Sciences an der Universität Siena.
Nikolaus Schad war Mitglied der US-amerikanischen Berufsverbände Association of University Radiologists (1973), Radiological Society of North America (1975) und Society of Nuclear Medicine (1985) sowie der European Society of the History of Photography (Europäische Gesellschaft für die Geschichte der Photographie) in Wien (2001–2007).
Schad befasste sich intensiv mit der Kunst seines Vaters und verfasste zwischen 1994 und 2006 zahlreiche Essays für Ausstellungskataloge. In Wien, wo er von 1999 bis 2007 einen Zweitwohnsitz hatte, führte er 2003 vorbereitende Gespräche für eine Retrospektive seines Vaters im Leopold Museum, die aber erst 2008/09, ein Jahr nach seinem Tod, realisiert werden konnte. Pläne, das Werk seines Vaters dauerhaft in dessen Geburtsort Miesbach auszustellen, fanden keine Verwirklichung.
Nikolaus Schad war viermal verheiratet und hatte zwei Söhne und eine Tochter.

## Schriften
- (mit Ralph Künzler) Atlas der Angiokardiographie angeborener Herzfehler. Thieme, Stuttgart 1960
- (mit Ralph Künzler, Teoman Onat, Hildegard Jungmann) Differentialdiagnose kongenitaler Herzfehler: Synopsis von Röntgenbild, Elektrokardiogramm u. Phonokardiogramm. Thieme, Stuttgart 1963
- Differential Diagnosis of Congenital Heart Disease. Heinemann, 1966, ISBN 0433293004
- Die intermittierende Kontrastmittelinjektion in das Herz. Thieme, Stuttgart 1967
- Colour Atlas of First Pass Functional Imaging of the Heart. Springer, 1985, ISBN 0852007981
- (mit G. Viviani) Die Herzsilhouette: radiologische Zeichen. Springer, 1989, ISBN 3-540-50569-5
- (mit Anna Auer) Schadographie: die Kraft des Lichts. Klinger, Passau 1999, ISBN 3-932949-05-6